# 최성원 (기업인)
최성원(1969년 12월 8일 ~ )는 광동제약 부회장으로 재직 중인 대한민국의 기업인이다.

## 학력
- 영동고등학교 졸업
- 서울대학교 경영학 학사
- 게이오기주쿠대학교 대학원 경영학 석사

## 경력
- 1992년 : 광동제약 입사
- 2000년 : 광동제약 영업본부장 상무이사
- 2001년 : 광동제약 전무이사
- 2004년 : 광동제약 부사장
- 2005년 3월 : 광동제약 사장
- 2013년 7월 ~ 2015년 2월 : 광동제약 대표이사 사장
- 2015년 3월 ~ 현재 : 광동제약 대표이사 부회장

## 대외 활동
- 2012년 대통령 선거 당시 새누리당의 ‘4040유세단’의 공동단장을 맡아 박근혜의 대통령 당선을 도왔다.